# Carolina Allier
Carolina Allier (* 13. Dezember 1941) ist eine mexikanische Badmintonspielerin. 

## Karriere
Carolina Allier wurde 1958 erstmals nationale Meisterin in Mexiko. 13 weitere Titelgewinne folgten bis 1969. Von 1964 bis 1968 war sie pro Saison in wenigstens einer Disziplin bei den Mexico International erfolgreich.

## Sportliche Erfolge
| Saison | Veranstaltung              | Disziplin   | Platz | Name                               |
| ------ | -------------------------- | ----------- | ----- | ---------------------------------- |
| 1958   | Mexikanische Meisterschaft | Mixed       | 1     | Fernando Molinar / Carolina Allier |
| 1960   | Mexikanische Meisterschaft | Dameneinzel | 1     | Carolina Allier                    |
| 1962   | Mexikanische Meisterschaft | Dameneinzel | 1     | Carolina Allier                    |
| 1963   | Mexikanische Meisterschaft | Mixed       | 1     | Antonio Rangel / Carolina Allier   |
| 1963   | Mexikanische Meisterschaft | Dameneinzel | 1     | Carolina Allier                    |
| 1964   | Mexikanische Meisterschaft | Mixed       | 1     | Antonio Rangel / Carolina Allier   |
| 1965   | Mexikanische Meisterschaft | Mixed       | 1     | Antonio Rangel / Carolina Allier   |
| 1965   | Mexikanische Meisterschaft | Dameneinzel | 1     | Carolina Allier                    |
| 1966   | Mexikanische Meisterschaft | Dameneinzel | 1     | Carolina Allier                    |
| 1967   | Mexikanische Meisterschaft | Dameneinzel | 1     | Carolina Allier                    |
| 1968   | Mexikanische Meisterschaft | Mixed       | 1     | Guillermo Allier / Carolina Allier |
| 1968   | Mexikanische Meisterschaft | Dameneinzel | 1     | Carolina Allier                    |
| 1968   | Mexikanische Meisterschaft | Damendoppel | 1     | Carolina Allier / Lucero Soto      |
| 1969   | Mexikanische Meisterschaft | Damendoppel | 1     | Carolina Allier / Lucero Soto      |
| 1969   | Mexikanische Meisterschaft | Mixed       | 1     | Guillermo Allier / Carolina Allier |
| 1969   | Mexikanische Meisterschaft | Dameneinzel | 1     | Carolina Allier                    |